# Avroult
Avroult é uma comuna francesa na região administrativa de Altos da França, no departamento de Pas-de-Calais. Estende-se por uma área de 4,78 km². Em 2010 a comuna tinha 614 habitantes (densidade: 128,5 hab./km²).